# Bouleurs
Bouleurs és un municipi francès, situat al departament del Sena i Marne i a la regió d'Illa de França. L'any 2007 tenia 1.445 habitants.
Forma part del cantó de Serris, del districte de Meaux i de la Comunitat de comunes Pays Créçois.

## Demografia

### Població
El 2007 la població de fet de Bouleurs era de 1.445 persones. Hi havia 504 famílies, de les quals 84 eren unipersonals (38 homes vivint sols i 46 dones vivint soles), 130 parelles sense fills, 244 parelles amb fills i 46 famílies monoparentals amb fills.
La població ha evolucionat segons el següent gràfic:
Habitants censats

### Habitatges
El 2007 hi havia 544 habitatges, 507 eren l'habitatge principal de la família, 14 eren segones residències i 23 estaven desocupats. 494 eren cases i 41 eren apartaments. Dels 507 habitatges principals, 429 estaven ocupats pels seus propietaris, 65 estaven llogats i ocupats pels llogaters i 14 estaven cedits a títol gratuït; 21 tenien una cambra, 34 en tenien dues, 46 en tenien tres, 134 en tenien quatre i 272 en tenien cinc o més. 429 habitatges disposaven pel capbaix d'una plaça de pàrquing. A 201 habitatges hi havia un automòbil i a 277 n'hi havia dos o més.

### Piràmide de població
La piràmide de població per edats i sexe el 2009 era:
| Homes | Edats   | Dones |
| ----- | ------- | ----- |
| 0     | 95 o +  | 0     |
| 0     | 90 a 94 | 0     |
| 4     | 85 a 89 | 0     |
| 4     | 80 a 84 | 4     |
| 8     | 75 a 79 | 8     |
| 16    | 70 a 74 | 20    |
| 8     | 65 a 69 | 12    |
| 48    | 60 a 64 | 28    |
| 20    | 55 a 59 | 24    |
| 60    | 50 a 54 | 44    |
| 40    | 45 a 49 | 68    |
| 52    | 40 a 44 | 56    |
| 72    | 35 a 39 | 52    |
| 40    | 30 a 34 | 48    |
| 56    | 25 a 29 | 32    |
| 24    | 20 a 24 | 4     |
| 60    | 15 a 19 | 60    |
| 52    | 10 a 14 | 44    |
| 40    | 5 a 9   | 44    |
| 40    | 0 a 4   | 32    |

## Economia
El 2007 la població en edat de treballar era de 936 persones, 710 eren actives i 226 eren inactives. De les 710 persones actives 665 estaven ocupades (350 homes i 315 dones) i 45 estaven aturades (26 homes i 19 dones). De les 226 persones inactives 61 estaven jubilades, 78 estaven estudiant i 87 estaven classificades com a «altres inactius».

### Ingressos
El 2009 a Bouleurs hi havia 485 unitats fiscals que integraven 1.421 persones, la mediana anual d'ingressos fiscals per persona era de 23.418 €.

### Activitats econòmiques
Dels 39 establiments que hi havia el 2007, 1 era d'una empresa extractiva, 1 d'una empresa alimentària, 1 d'una empresa de fabricació de material elèctric, 1 d'una empresa de fabricació d'altres productes industrials, 12 d'empreses de construcció, 6 d'empreses de comerç i reparació d'automòbils, 3 d'empreses d'hostatgeria i restauració, 2 d'empreses financeres, 2 d'empreses immobiliàries, 3 d'empreses de serveis, 1 d'una entitat de l'administració pública i 6 d'empreses classificades com a «altres activitats de serveis».
Dels 15 establiments de servei als particulars que hi havia el 2009, 3 eren paletes, 5 lampisteries, 1 electricista, 2 empreses de construcció, 1 perruqueria i 3 restaurants.
L'any 2000 a Bouleurs hi havia 9 explotacions agrícoles que ocupaven un total de 528 hectàrees.

## Equipaments sanitaris i escolars
El 2009 hi havia una escola elemental.

## Poblacions més properes
El següent diagrama mostra les poblacions més properes.